# The Cheap Detective
The Cheap Detective (titulada Un detective barato en español) es un largometraje cómico de origen estadounidense estrenado en 1978.

## Sinopsis
El filme es una parodia de películas clásicas protagonizadas por Humphrey Bogart, como Casablanca y El halcón maltés.